# Фађецел (Хунедоара)
Фађецел (рум. Făgețel) насеље је у Румунији у округу Хунедоара у општини Добра. Oпштина се налази на надморској висини од 289 m.

## Становништво
Према подацима из 2002. године у насељу је живело 32 становника, од којих су сви румунске националности.